# Cúp quốc gia Wales 1972–73
Cúp quốc gia Wales FAW 1973–74 là mùa giải thứ 86 của giải đấu bóng đá loại trực tiếp hàng năm dành cho các đội bóng ở Wales.

## Từ viết tắt
Tên giải đấu nằm sau tên các câu lạc bộ.
- CCL - Cheshire County League
- FL D2 - Football League Second Division
- FL D3 - Football League Third Division
- FL D4 - Football League Fourth Division
- MWL - Mid-Wales Football League
- NPL - Northern Premier League
- SFL - Southern Football League
- WLN - Welsh League North
- WLS - Welsh League South

## Vòng Bốn
Vòng này có sự tham gia của 9 đội thắng ở vòng Ba và 7 đội mới.
| Số thứ tự trận | Đội nhà         | Tỉ số | Đội khách       |
| -------------- | --------------- | ----- | --------------- |
| 1              | Chester (FL D4) | 1–0   | Wrexham (FL D3) |

## Vòng Năm
| Số thứ tự trận | Đội nhà         | Tỉ số | Đội khách       |
| -------------- | --------------- | ----- | --------------- |
| 1              | Welshpool (MWL) | 1–1   | Chester (FL D4) |
| ’‘đá lại’’     | Chester (FL D4) | 1–0   | Welshpool (MWL) |

## Bán kết
| Số thứ tự trận | Đội nhà           | Tỉ số | Đội khách               |
| -------------- | ----------------- | ----- | ----------------------- |
| 1              | Bangor City (NPL) | 2–0   | Hereford United (FL D4) |
| 2              | Chester (FL D4)   | 0–1   | Cardiff City (FL D2)    |

## Chung kết
| Số thứ tự trận | Đội nhà              | Tỉ số | Đội khách            |
| -------------- | -------------------- | ----- | -------------------- |
| 1              | Bangor City (NPL)    | 1–0   | Cardiff City (FL D2) |
| 1              | Cardiff City (FL D2) | 5–0   | Bangor City (NPL)    |